# Villard-Saint-Sauveur
Villard-Saint-Sauveur ist eine Gemeinde im französischen Département Jura in der Region Bourgogne-Franche-Comté.

## Geographie
Villard-Saint-Sauveur liegt auf 559 m, etwa 3 km südlich der Stadt Saint-Claude (Luftlinie). Das Dorf erstreckt sich im Jura, im tief eingeschnittenen Tal des Tacon, zwischen der Höhen des Mont Chabot im Westen und der Hautes-Combes im Südosten.
Die Fläche des 9,05 km² großen Gemeindegebiets umfasst einen Abschnitt des französischen Juras. Das Gebiet wird von Südwesten nach Nordosten vom Tacon durchflossen, der sein Wasser der Bienne zuführt. Das an seiner Oberkante maximal 2 km breite Tal ist canyonartig in die Hochflächen der Hautes-Combes eingesenkt und weist eine Tiefe von mehr als 500 m auf. Die oberen Talhänge sind sehr steil ausgeprägt und werden von Felsbändern durchzogen (widerstandsfähige Kalksteinschicht). Unterhalb von Villard-Saint-Sauveur nimmt der Tacon von rechts den Flumen auf und fließt von jetzt an durch eine rund 200 m breite, flache Talniederung.
Im Westen erstreckt sich das Gemeindeareal auf die angrenzenden Höhen des Mont Chabot (905 m) und des Crêt de Surmontant (1055 m). Östlich des Tacon reicht die Gemeindefläche bis an den Rand der Hochplateaus der Hautes-Combes, auf der mit 1089 m die höchste Erhebung von Villard-Saint-Sauveur erreicht wird. Auch der unterste Abschnitt der Gorges du Flumen mit dem Seitental des Bief des Parres und der Westhang der Höhe Sur les Grés gehören zur Gemeinde. Das Gemeindegebiet ist Teil des Regionalen Naturparks Haut-Jura (frz.: Parc naturel régional du Haut-Jura).
Zu Villard-Saint-Sauveur gehören neben dem eigentlichen Ort auch verschiedene Dörfer und Weiler, darunter:
- Le Martinet (430 m) am Zusammenfluss von Tacon und Flumen
- L’Essard (460 m) am östlichen Talhang des Tacon am Eingang zu den Gorges du Flumen
- Montbrilland (556 m) am unteren Eingang zu den Gorges du Flumen
- Pré-Martinet (495 m) am südlichen Talhang des Tacon
- Maréchet (570 m) auf einer Verebnungsfläche am Südhang des Mont Chabot
- La Pérouse (680 m) am westlichen Talhang des Tacon

Nachbargemeinden von Villard-Saint-Sauveur sind
- Saint-Claude im Westen und Norden,
- Septmoncel les Molunes  mit Septmoncel und Les Molunes im Osten,
- Les Moussières, Coyrière und Coiserette im Süden.

## Geschichte
Streufunde weisen darauf hin, dass das Gebiet von Villard-Saint-Sauveur bereits während der Römerzeit besiedelt war. Seit dem 13. Jahrhundert bildete Villard-Saint-Sauveur eine eigene Herrschaft. Im 16. Jahrhundert siedelten sich entlang von Tacon und Flumen Papiermühlen an. Zusammen mit der Franche-Comté gelangte das Dorf mit dem Frieden von Nimwegen 1678 an Frankreich. Zu Gebietsveränderungen kam es 1821 mit der Eingemeindung von La Pérouse und 1822, als L’Essard, Maret-Maréchet und Pré-Martinet eingemeindet wurden. Alle diese Ortschaften bildeten vorher selbständige Gemeinden.

## Sehenswürdigkeiten

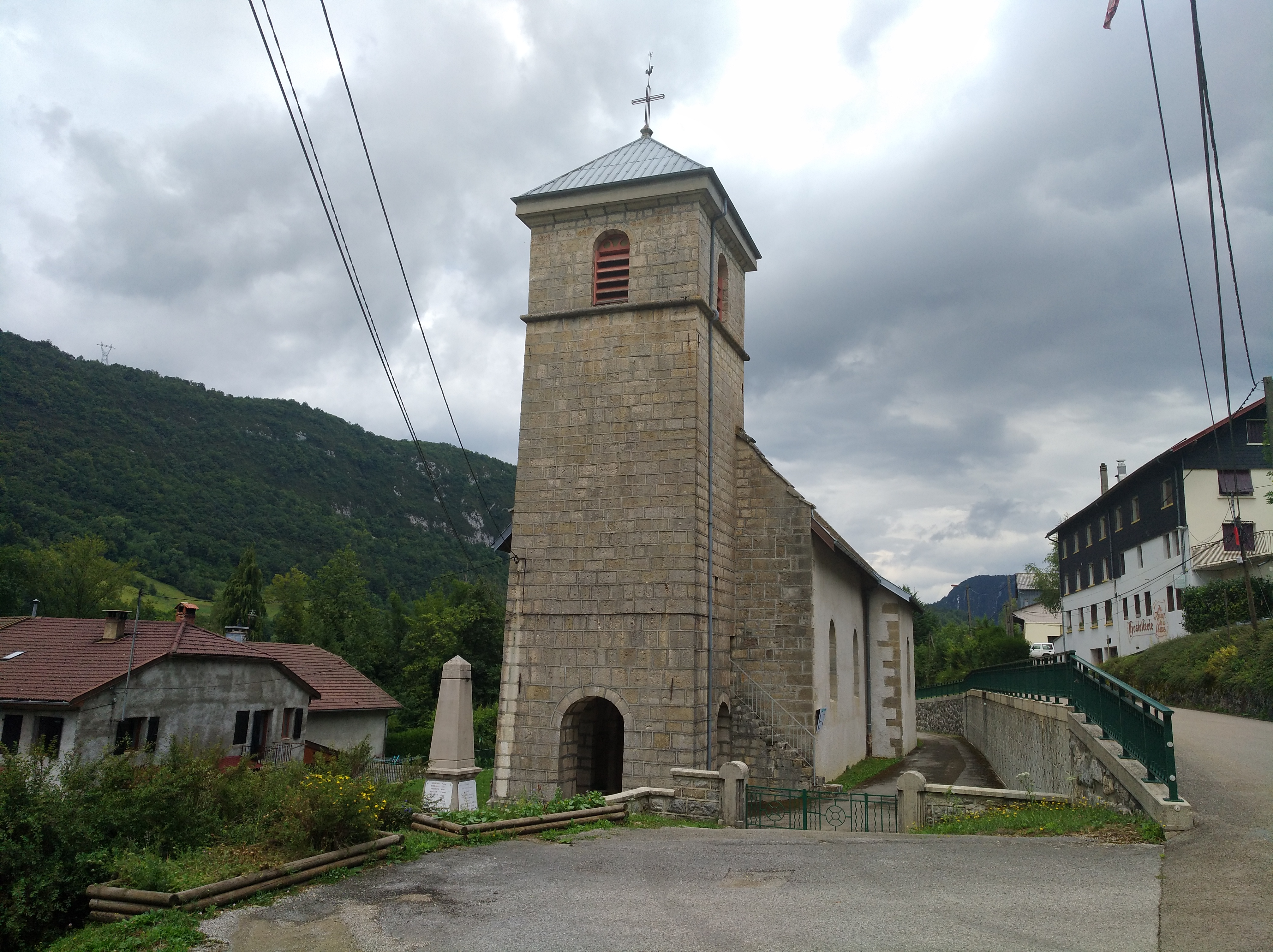
Kirche Saint-Antoine

Die Dorfkirche Saint-Antoine wurde im 17. Jahrhundert an der Stelle der Einsiedelei von Saint-Sauveur errichtet; der Glockenturm stammt aus dem 18. Jahrhundert. Von der ehemaligen Burg ist ein Turm aus dem 16. Jahrhundert erhalten.

## Bevölkerung
| Jahr                       | 1962 | 1968 | 1975 | 1982 | 1990 | 1999 | 2006 | 2017 |
| Einwohner                  | 426  | 388  | 423  | 547  | 588  | 655  | 649  | 618  |
| Quellen: Cassini und INSEE |      |      |      |      |      |      |      |      |

Mit 582 Einwohnern (Stand 1. Januar 2022) gehört Villard-Saint-Sauveur zu den kleinen Gemeinden des Départements Jura. Nachdem die Einwohnerzahl in der ersten Hälfte des 20. Jahrhunderts markant abgenommen hatte (1926 wurden noch 634 Personen gezählt), wurde seit Beginn der 1970er-Jahre wieder ein deutliches Bevölkerungswachstum verzeichnet.

## Wirtschaft und Infrastruktur
Villard-Saint-Sauveur war lange Zeit ein vorwiegend durch die Landwirtschaft, insbesondere Viehzucht und Milchwirtschaft, sowie durch die Forstwirtschaft geprägtes Dorf. Im 19. Jahrhundert ließen sich entlang dem Tacon Industriezweige nieder, die von der Wasserkraft abhängig waren, darunter Sägereien und Mühlen. Heute gibt es ein Unternehmen der Kunststoffverarbeitung sowie einige Betriebe des lokalen Kleingewerbes. Mittlerweile hat sich das Dorf auch zu einer Wohngemeinde gewandelt. Viele Erwerbstätige sind Wegpendler, die in den größeren Ortschaften der Umgebung ihrer Arbeit nachgehen.
Die Ortschaft liegt abseits der größeren Durchgangsstraßen. Die Hauptzufahrt erfolgt von Saint-Claude. Weitere Straßenverbindungen bestehen mit Saint-Germain-de-Joux, Lajoux und Coiserette.